# Scaphyglottis lindeniana
Scaphyglottis lindeniana är en orkidéart som först beskrevs av Achille Richard och Henri Guillaume Galeotti, och fick sitt nu gällande namn av Louis Otho Otto Williams. Scaphyglottis lindeniana ingår i släktet Scaphyglottis och familjen orkidéer. Inga underarter finns listade i Catalogue of Life.